# Alberto Suppici
Alberto Horacio Suppici (20. listopadu 1898 Colonia del Sacramento – 21. června 1981 Montevideo) byl uruguayský fotbalista a trenér.
Hrál za Nacional Montevideo na postu záložníka.
Jako trenér vyhrál s reprezentací Uruguaye mistrovství světa v roce 1930.

## Hráčská kariéra
Suppici hrál na postu levého záložníka. S Nacionalem Montevideo vyhrál 7× ligu.

## Trenérská kariéra
Suppici trénoval reprezentaci Uruguaye. V roce 1929 s ní skončil 3. na mistrovství Jižní Ameriky. V roce 1930 vyhrál mistrovství světa na domácí půdě. V roce 1937 byl na mistrovství Jižní Ameriky opět 3. a v roce 1939 2.
Krátce byl v klubech Central Español, Montevideo Wanderers a CA Peñarol. S Peñarolem vyhrál roku 1945 ligu.
Měl přezdívku il Profesor.

## Úspěchy

### Hráč
- Primera División: 1915, 1916, 1917, 1919, 1920, 1922, 1923

### Trenér
- Mistrovství světa: 1930
- Primera División: 1945